# ガント (企業)
ガント（Gant）は、スウェーデンのストックホルムに本社を置く国際的なアパレルメーカーである。1949年にアメリカ合衆国のバーナード・ガントマッハー（Bernard Gantmacher）が創業した。ユダヤ人のガントマッハーは1914年、ウクライナからニューヨークに移民する。将来妻となる、ボタンとボタンホールを担当していたレベッカ・ローズ（Rebecca Rose）と出会う。2006年春、Gantは株式会社に昇格し、ストックホルム証券取引所のOリストに上場したが、スイスの小売業者グループMaus Frèresが買収し、2008年3月20日に上場除外された。
ガントはボタンダウンシャツを消費市場に広めたブランドとして認められている。また、受賞歴のあるシャツの後ろにつける「ロッカーループ」やボタンタブも設計した。70カ国に店舗を置き、製品は各国厳選された4,000店、Gantの店舗583店で取り扱われている。